# マリージョイ
マリージョイ（競走馬名：スインフアニー、1976年3月16日 - 2013年8月16日）は、栃木県にある筑波ライディングパークで繋養されていた牝の馬術競技馬である。2011年に日本における軽種馬の長寿記録を更新した（後にシャルロットにより更新されている）。品種はアングロアラブである。

## 経歴
父・ダイリン、母・トネチドリ。毛色は芦毛で、アラブ血量は29.88%。1976年3月16日に門別の太田二郎によって生産される。競走馬としてはスインフアニーという名で、おもに紀三井寺競馬場、道営競馬に所属した。記録に残る範囲では1978年から1980年にかけ走り、通算成績は35戦3勝、206.9万円の賞金を稼いだ下級馬に過ぎなかった。1980年に競走馬を引退。
競走馬引退後は引き取られ馬術競技馬に転身した。トータルの実績は競走馬としてよりも馬術競技馬としての方が上で、1982年の島根国体「くにびき国体」等に出場するなど活躍した。
その後も競技馬時代の同一オーナーが引き続き所有した。健康に優れ、非常に長生きした。2010年にサラブレッド系競走馬カネケヤキ（1961年 - 1995年。1964年二冠牝馬）が持っていた牝の軽種馬の長寿記録34歳231日を更新し、2011年にはシンザン（1961年 - 1996年。1964年三冠馬）が持っていた日本の軽種馬の長寿記録35歳3か月11日（35歳102日）を更新した。その後も記録を更新し続けていたが、2013年8月16日に死亡した。37歳5ヶ月（37歳153日）は、軽種馬としては記録的な長寿であった。
なお、軽種馬としての記録は後にシャルロット（競走名アローハマキヨ）により更新された。その後も軽種馬牝馬としての記録は保持していたが、ルーキー（競走名ラツキーシラギク）によってその記録も更新されている。そのため、2021年12月現在ではサラブレッドを除く軽種馬の日本国内最長寿記録の保持者であると考えられる。また、同じアングロアラブの牡馬としてはジョージ（競走馬名：カラスカミカゼ）の35歳304日が記録されている。

## 血統表
- 「スインフアニー」の名で、競走馬として日本軽種馬協会へ登録されている情報である[7]。

| スインフアニーの血統 | スインフアニーの血統 | スインフアニーの血統       | （血統表の出典）           | （血統表の出典）           |
| 父 ダイリン          | 父の父セイユウ       | ライジングフレーム（サラ） | The Phoenix                | The Phoenix                |
| 父 ダイリン          | 父の父セイユウ       | ライジングフレーム（サラ） | Admirable                  |                            |
| 父 ダイリン          | 父の父セイユウ       | 弟猛                       | レイモンド（サラ）         | レイモンド（サラ）         |
| 父 ダイリン          | 父の父セイユウ       | 弟猛                       | 弟詠（アラブ）             |                            |
| 父 ダイリン          | 父の母ツキクモ       | ラツキーパーク             | プライオリーパーク（サラ） | プライオリーパーク（サラ） |
| 父 ダイリン          | 父の母ツキクモ       | ラツキーパーク             | 初鶯                       |                            |
| 父 ダイリン          | 父の母ツキクモ       | オミナヘシ                 | バラツケー                 | バラツケー                 |
| 父 ダイリン          | 父の母ツキクモ       | オミナヘシ                 | 芳静                       |                            |
| 母 トネチドリ        | 母の父ケンチドリ     | 大鵬（サラ）               | シアンモア                 | シアンモア                 |
| 母 トネチドリ        | 母の父ケンチドリ     | 大鵬（サラ）               | フリツパンシー             |                            |
| 母 トネチドリ        | 母の父ケンチドリ     | 年元                       |                            |                            |
| 母 トネチドリ        | 母の父ケンチドリ     | 博元（サラ系）             |                            |                            |
| 母 トネチドリ        | 母の母ミスハルヒカリ | キングスワロー             | ハヤタケ（サラ）           | ハヤタケ（サラ）           |
| 母 トネチドリ        | 母の母ミスハルヒカリ | キングスワロー             | 陽黒（アラブ）             |                            |
| 母 トネチドリ        | 母の母ミスハルヒカリ | ハクステーツ（サラ系）     |                            |                            |
| 母 トネチドリ        | 母の母ミスハルヒカリ |                            |                            |                            |
| 出典                 | 1.                   | 1.                         | 1.                         | 1.                         |

## 関連書籍
- 愛馬マリージョイ 37年の生涯（ISBN 9784779010859）